# Rudolf Trachsel (Ingenieur)
Rudolf Trachsel (* 11. Juli 1927 in Bern; † 23. Dezember 2017) war ein Schweizer Ingenieur und ehemaliger Präsident der Generaldirektion der Schweizer Post-, Telefon- und Telegrafenbetriebe (PTT).

## Leben
Sein Vater Fritz Trachsel war Ingenieur.  Rudolf Trachsel besuchte die Primar- und Mittelschulen in Bern. Es folgte ein Studium der Elektrotechnik an der École polytechnique fédérale de Lausanne (EPUL), welches er im Jahr 1951 als Diplomingenieur abschloss. Für die spätere Berufslaufbahn in der Schweizer Bundesverwaltung waren die so erworbenen Französischkenntnisse von Bedeutung.
Ein USA-Aufenthalt zur Entwicklung von Fernmeldevermittlungsanlagen bei der Firma Automatic Electric Company (ab 1955 Teil von GT&E) in Chicago von 1952 bis 1954 ermöglichte den Einstieg  bei einem  US-Telekommunikationsausrüster. Auf der Suche nach einer Anstellung in der Schweiz arbeitete Trachsel in der Folge für kurze Zeit bei den Kabelwerken Cortaillod SA (heute Nexans Suisse SA) und bei der Firma Hasler AG in Bern. Dann trat er 1955 in das Fernmeldedepartement der schweizerischen Post-, Telefon- und Telegrafenbetriebe (PTT) ein. Als Ingenieur wurde Trachsel Fachmann in der Übertragungstechnik, wovon ein von ihm verfasster Vorlesungstext über Trägerfrequenzsysteme für Heinrich Emil Weber an der ETH Zürich zeugt. Die Beförderung zum Chef der Abteilung Fernnetze erfolgte 1971. 1977 wurde er Leiter der Hauptabteilung Fernmeldebau. In diesem Bereich wurden zu jener Zeit grosse Investitionsprojekte des Fernmeldebereichs verwirklicht. Über seinen Fachbereich hinaus beeinflusste er andere Entwicklungen wie die Einführung neuer Telefonapparate mit Tasten und Tonfrequenzwahl. Von 1981 bis 1989 amtete Trachsel als Generaldirektor des gesamten Fernmeldedepartements, der späteren Firma Swisscom. In diesem Zeitraum fielen Entscheide wie die Einführung des Mobilfunknetzes Natel, des Datenübermittlungssystems Telepac und der Verzicht auf die schweizerische Eigenentwicklung eines neuen digitalen Vermittlungssystems, genannt Integriertes Fernmeldesystem IFS. Trachsel äusserte sich noch 1982 kritisch bezüglich Privatisierungstendenzen in der Telecombranche. Im Juli 1989 wurde Trachsel zum Präsidenten der Generaldirektion der PTT ernannt. In der verbleibenden Amtszeit bis zu seiner Pensionierung 1992 bahnten sich strukturelle Änderungen an. Eine Aufteilung in eine liberalisierte Telekommunikationssparte und die Postbetriebe zeichnete sich ab.
Nach seiner Pensionierung wirkte Trachsel von 1993 bis 1998 als Verwaltungsrat der Siemens-Albis AG, Zürich. Daneben führte er ein eigenes Beratungsbüro und schrieb Kommentare zu Aktienanlagen.